# Maria Pia Valetto
Maria Pia Valetto (Torino, 5 dicembre 1964) è una politica italiana.

## Biografia
Laureata in Storia Medievale, fin da giovane è attiva a livello pubblicistico con il settimanale della diocesi di Torino. Dal 1990 al 1996 dirige la "Editori il Risveglio" e la "Nuova Unione Biellese". 
Politicamente impegnata con il PPI, alle elezioni politiche del 1996 è candidata alla Camera dei deputati dall'Ulivo nel collegio uninominale del centro di Torino e viene eletta. A Montecitorio è membro delle commissioni Lavoro, Affari Costituzionali e Attività Produttive. Conclude il proprio mandato parlamentare nel 2001.
Dopo la nascita del PD nel 2007, diventa membro della segreteria cittadina di Torino fino al 2009.
Sposata con l'ingegner Eugenio Bitelli, è madre di tre figli: Maddalena, Giovanni e Andrea.